# N'en jetez plus !
N'en jetez plus !, publié le 20 janvier 1971, est le 75e roman de la série « San-Antonio », écrit par Frédéric Dard sous le nom de plume de San-Antonio  (ISBN 2265071463).
Le roman a été réédité en 2011 dans le 9e volume de l'« Intégrale San-Antonio » de la collection Bouquins.

## Résumé
Le Vieux confie à San-Antonio et à Bérurier la mission d'empêcher l'exécution d'un criminel nazi par les services secrets israéliens.
Les deux compères se rendent pour cela en Irak.

## Remarques
Dans « San-Antonio : personnages, langue, philosophie... », Éric Naulleau évoque longuement le roman. Il affirme notamment :
«  (...) il faut reconnaître que pour un lecteur né de la dernière pluie et coiffé par l’air du temps, ce roman prend toutes les apparences d'un catalogue des épouvantes. Non content de boire comme un trou et de fumer le cigare à bord d'un avion, contrevenant ainsi tant au règlement actuel des compagnies aériennes qu'à l'hygiénisme du siècle à venir, Bérurier s'est déguisé en rabbin, aggravant ainsi son cas d'un délit d'appropriation cultu(r)elle. Afin de ne pas démériter de son comparse, notre commissaire se fend pour sa part d'un éloge décomplexé des relations intimes avec le sexe opposé (...) Voilà qui fait aujourd'hui mauvais genre, pour ne pas dire mauvais genré. Mais dans la mesure où la féministe Alice Coffin a résolu de ne plus jamais lire de livres écrits par des hommes, le forfait passera peut-être inaperçu. Surgissent des pirates de l’air arabes, tous affublés d'un accent caricatural (...) désormais proscrit par le politiquement correct. La recension des attentats blasphématoires commis envers la susceptibilité des récentes générations pourrait se prolonger longtemps encore. En vérité, pas une page de "N'en jetez plus !", titre des mieux choisis à ce propos, n'échapperait aux ciseaux des nouveaux censeurs et des nouvelles formes du sacré. (...)  »

## Compléments